# Dom van Osnabrück
De Dom van Osnabrück (Dom St. Peter) is de zetel van het bisdom Osnabrück en is het oudste gebouw van Osnabrück. Het is een driebeukige laatromaanse pijlerbasiliek met twee westtorens van ongelijke grootte en een achthoekige vieringtoren.
Het bisdom Osnabrück werd omstreeks 780 door Karel de Grote als missiebisdom gesticht. In 785 werd de eerste voorloper van de dom ingewijd door de Luikse bisschop Agilfridus. De kerk die bij de stadsbrand rond 1100 werd verwoest, was de tweede. Na de brand werd een begin gemaakt met de bouw van de huidige dom, die tussen 1218 en 1277 tot stand kwam. Tot oudst bewaarde delen behoren de linker westtoren en de vieringtoren. De andere westtoren werd in de 15de eeuw door een veel forsere laatgotische toren vervangen.
De oudste interieurstukken zijn de bronzen doopvont en het triomfkruis, het grootste van Nedersaksen, die respectievelijk uit 1225 en 1230 dateren.
De dom leed tijdens de Tweede Wereldoorlog bij het luchtbombardement van 13 september 1944 grote schade: het dak en de torens brandden uit. Na de oorlog werd de dom hersteld. De westtorens kregen daarbij een eenvoudig tentdak.
- Gemeinsame Normdatei: 4356574-8
- Library of Congress Control Number: n97125958
- Virtual International Authority File: 150272075
- WorldCat: E39PBJxrTHJDr4MP7jydhB8V4q